# Gærum
Gærum ist eine dänische Ortschaft mit 609 Einwohnern (Stand 1. Januar 2023) im Norden Dänemarks. Die Ortschaft liegt im gleichnamigen Kirchspiel (Gærum Sogn), das bis 1970 zur Harde Horns Herred im damaligen Hjørring Amt gehörte. Mit der Auflösung der Hardenstruktur wurde das Kirchspiel in die Kommune Frederikshavn im neugegründeten Amt Nordjütland aufgenommen, die Kommune wiederum ging mit der Kommunalreform zum 1. Januar 2007 mit anderen Kommunen in der erweiterten Kommune Frederikshavn auf, die zur Region Nordjylland gehört.
Gærum liegt etwa sieben Kilometer südwestlich von Frederikshavn und etwa neun Kilometer nordwestlich von Sæby. 

## Sehenswürdigkeiten
Das Ganggrab Blakshøj liegt westlich von Gærum, am Blakshøjgårdvej. In der Nähe liegt die Stenstuen (Gærum) und die Dysse, SB 160.